# وولیچ
وولیچ (به انگلیسی: Woolwich) منطقه‌ای در جنوب شهر لندن و در منطقه گرینویچ لندن قرار دارد. این منطقه یکی از ۳۵ منطقه مهم شهر لندن است.
باشگاه فوتبال آرسنال در سال ۱۸۸۶ میلادی در این منطقه به وجود آمده است اما بعدها به منطقه هایبری نقل مکان کرده است.